# فرنکلین
 فرنکلین (انگلیسی: Franklyn)، یک فیلم انگلیسی در ژانر فانتزی علمی‌تخیلی به نویسندگی و کارگردانی جرالد مک‌مارو است که در سال ۲۰۰۹ منتشر شد. رایان فیلیپ، اوا گرین و سم رایلی ستارگان فیلم هستند. فیلم نخستین‌بار در اکتبر ۲۰۰۸ و در طی جشنواره فیلم لندن به روی پرده رفت و سپس از تاریخ ۲۷ فوریه ۲۰۰۹ اکران شد. داستان فیلم با دنیاهای موازی در ارتباط است.
فرنکلین با نظرات متوسط منتقدان همراه بود.